# Тайфун (повість)
«Тайфун» (англ. Typhoon) — повість британського письменника Джозефа Конрада. Вперше вийшла друком у січні-березні 1902 року на сторінках журналу Pall Mall Magazine. Цього ж року у Нью-Йорку відбулася публікація у книжковому форматі, а 1903 року повість увійшла до складу збірки «Тайфун та інші оповідання».

## Сюжет
Мак-Вер — капітан пароплава «Нан-Шан», що пливе під Сіамським прапором і натрапляє на тайфун, тропічний циклон у північно-західній частині Тихого океану.Серед інших персонажів повісті — молодий Джокс, найімовірніше альтер-еґо самого Конрада з часів, коли той вирушив у плавання під командуванням капітана Джона Маквірра та головного механіка Соломона Раута. Капітан Мак-Вер не змінює курсу і, зрештою, рятує свій пароплав від неминучої загибелі, демонструючи неабияку сміливість і непохитність.

## Підґрунтя
1887 року Конрад працював старпомом на борту корабля «Гайленд Форест» під командуванням капітана Джона МакВірра, який став прототипом для Мак-Вера.. Письменник використав свою шестимісячну мандрівку як основу для написання повісті.
Повість присвячена Каннінгему Ґрегаму, шотландському письменнику, який підтримував Конрада з появи перших його публікацій.

## Переклад українською
- Джозеф Конрад. Збірка оповідань «Тайфун». Переклад з англійської: Микола Рошківський. Харків-Київ: «ДВУ». 1930
  - (передрук) Джозеф Конрад. Зроби або помри: морські історії[4]. Переклад з англійської — П. Таращук, С. Вільховий, Л. Гончар та М. Рошківський. Київ: «Темпора». 2011. 528 стор. (Серія «Бібліотека „ЛітАкценту“») ISBN 978-617-569-065-9
- Джозеф Конрад. Межа тіні. Тайфун. Переклад з англ.: Ольга Фира, Микола Рошківський. — Київ: Знання, 2019. — 286 стор. (серія «English Library») ISBN 978-617-07-0672-0